# Блумнер, Мартин
Мартин Блумнер (нем. Martin Blumner; 21 ноября 1827, Фюрстенберг (Мекленбург) — 16 ноября 1901, Берлин) — немецкий композитор, дирижёр, теоретик музыки. Член Королевской прусской академии искусств (с 1875).

## Биография
С ранних лет брал уроки музыки у концертмейстера Гепферта.
С 1845 года изучал в университете Берлина сначала теологию, потом философию и естественные науки. С того же года был членом Певческой академии в Берлине.

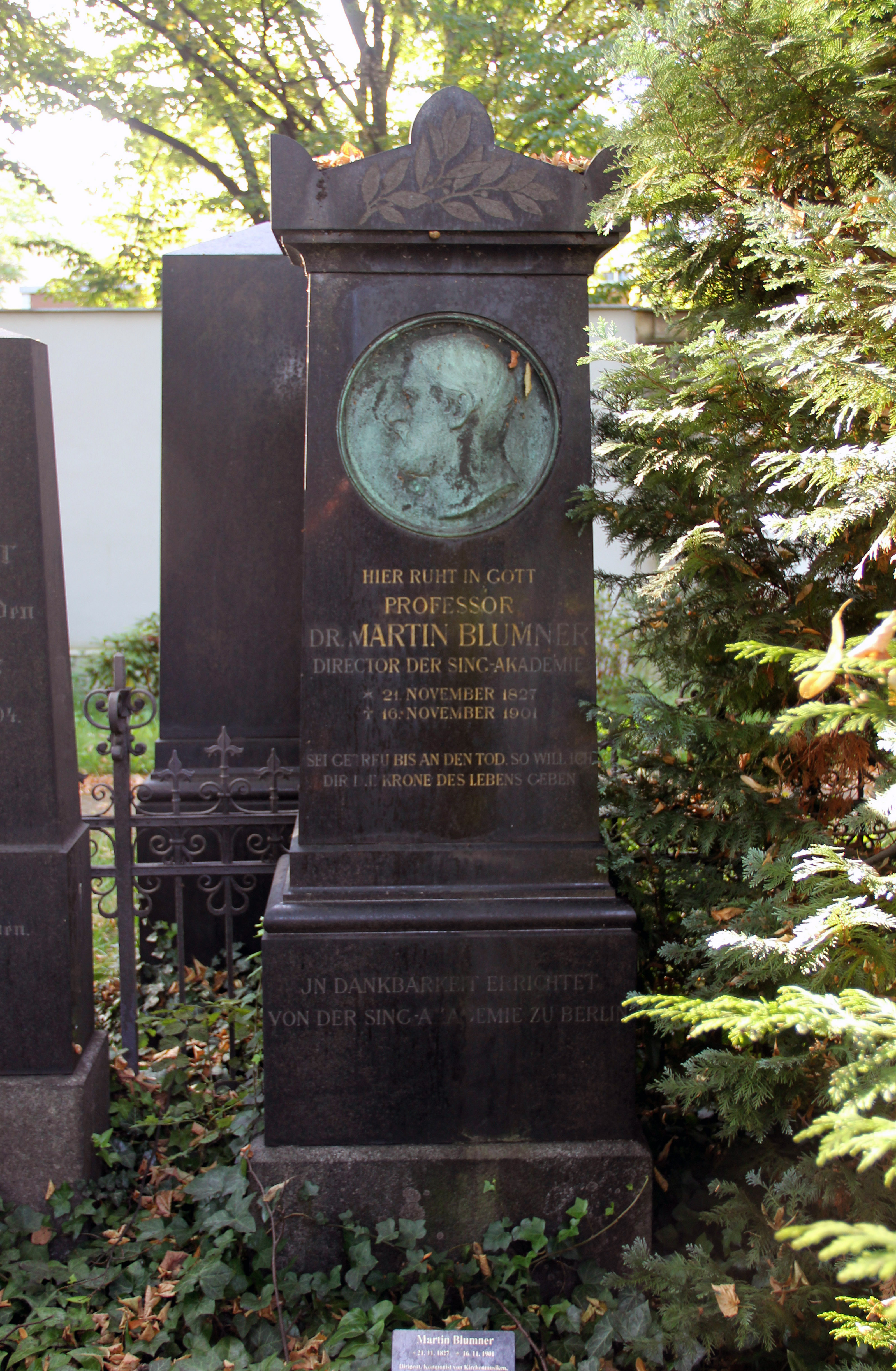
Могила Мартина Блумнера на берлинском кладбище в районе Кройцберг

С 1847 года посвятил себя музыке и стал изучать композицию под руководством З. В. Дена и Г. В. Тешнера (контрапункт).
В том же году стал помощником дирижёра Э. Греля, а в 1876 году — дирижёром Певческой академии в Берлине. Долгое время был также дирижёром «Zeltersehe Liedertafel».
С 1875 года стал действительным членом Берлинской королевской академии искусств, в 1880 году — членом сената академии, в 1885 году — руководителем музыкальной секции этой академии.
Получил должность профессора и в начале 1890-х годов был назначен заведующим мастер-класса по композиции. В 1891 году назначен вице-президентом королевской академии искусств и директором академической высшей школы композиции.

## Творчество
М. Блумнер — композитор вокальной музыки. Автор ораторий: «Abraham» (1859) и «Der Fall Jerusalems» (1874), 8-голосной Te Deum, больших кантат (хор, соло и оркестр), «In Zeit und Ewigkeit» (траурная кантата 1885) и торжественной кантаты на юбилей Певческой академии в Берлине 1891 г., псалмов, мотетов и пр., в которых обнаруживают отличную композиторскую технику.
Берлинский университет присвоил М. Блумнеру за его сочинение «Geschichte der Berliner Singakademie» (1891) степень почётного доктора философии.